# Пёге, Вилли
Фридрих Элиас Виллибальд «Вилли» Пёге (нем. Friedrich Elias Willibald «Willy» Pöge; 2 декабря 1869, Хемниц, Цвиккау — 12 мая 1914) — немецкий инженер-электротехник и автогонщик, член команды «Мерседес» начала 1900-х годов, победитель международных автомобильных состязаний, устроенных Императорским Российским автомобильным обществом под покровительством императора Николая II в 1910 году, участник Гран-при Франции 1908 года и победитель множества иных автомобильных гонок. 

## Биография

### Юность и первая работа
Вилли Пёге родился 2 декабря 1869 года в немецком городе Хемниц в семье Германа Пёге. Отец будущего гонщика тесно сотрудничал с профессором Альфредом Вейнхолдом, благодаря чему отправил сына изучать электротехнику в Хемницкий технический университет, где тот обучался с 1887 по 1890 год. После смерти отца в 1894 году Вилли совместно с Генрихом Гётце основали мастерскую по выпуску динамо-машин и трансформаторов. Свою деятельность они расшири и на другие города, такие как Берлин, Дортмунд, Дрезден, Лейпциг, Дюссельдорф, Гамбург и Франкфурт-на-Майне, а также организовали экспорт во Францию, Грецию, Нидерланды, Румынию, Россию и иные страны.

### Карьера гонщика

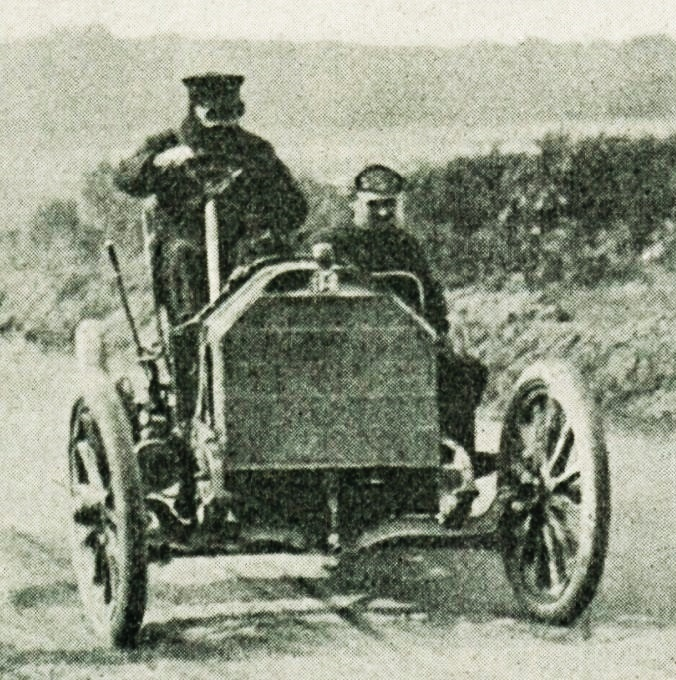
Вилли Пёге на автомобиле Mercedes, 1904 год

Наибольшую славу Пёге получил в качестве автомобильного гонщика. С 1889 года он выступал в велосипедных гонках «Chemnitzer Radsportveranstaltungen», став чемпионом Саксонии и призёром (третье место) чемпионата Германии того же года. Во время службы в армии Вилли успешно участвовал в скачках с препятствиями. Но уже с 1902 года его захватили гонки на автомобилях. После нескольких заездов на небольшом французском автомобиле Пёге предложил своё участие в качестве командного гонщика немецкому автопроизводителю Daimler-Motoren-Gesellschaft. Уже в 1903 году он выступал за команду «Мерседес», управляя гоночным автомобилем Mercedes Simplex. Зрители и пресса восхищались его техникой прохождения поворотов, которая в особенности проявлялась на трассах с подъёмами.
В июне 1904 года Пёге одержал победу в кольцевых гонках на приз Императора на Франкфуртском ипподроме, управляя автомобилем Mercedes-Simplex 60 PS.
В 1905 году баварский автомобильный клуб по инициативе сэра Губерта фон Геркомера, выступившего спонсором, организовал авторалли по Германии,продолжавшиеся до 1907 года, и сделавшее автоспорт в Германии популярным. Первый заезд осуществлялся по маршруту Мюнхен — Баден-Баден — Нюрнберг — Мюнхен протяжённостью чуть более 937 километров. Пёге также принял участие в данном соревновании и занял 3-е место в общем зачёте после победы на горной гонке в Кесселе и заезде по парку Форстенридского леса. Первое и второе места также достались Эдгару Ладенбургу и Герману Виганду из команды «Мерседес».
В 1906 году Вилли одержал победу в гонках через горный комплекс Земмеринг в рамках соревнований сэра Геркомера. Он прошёл трассу за 8 минут и 46 секунд на автомобиле Mercedes Simplex 60 PS. Точно такую же победу в этом же испытании он одержал и в сентябре 1907 года, но уже за время в 7 минут и 29 секунд, управляя автомобилем Mercedes 120 PS.

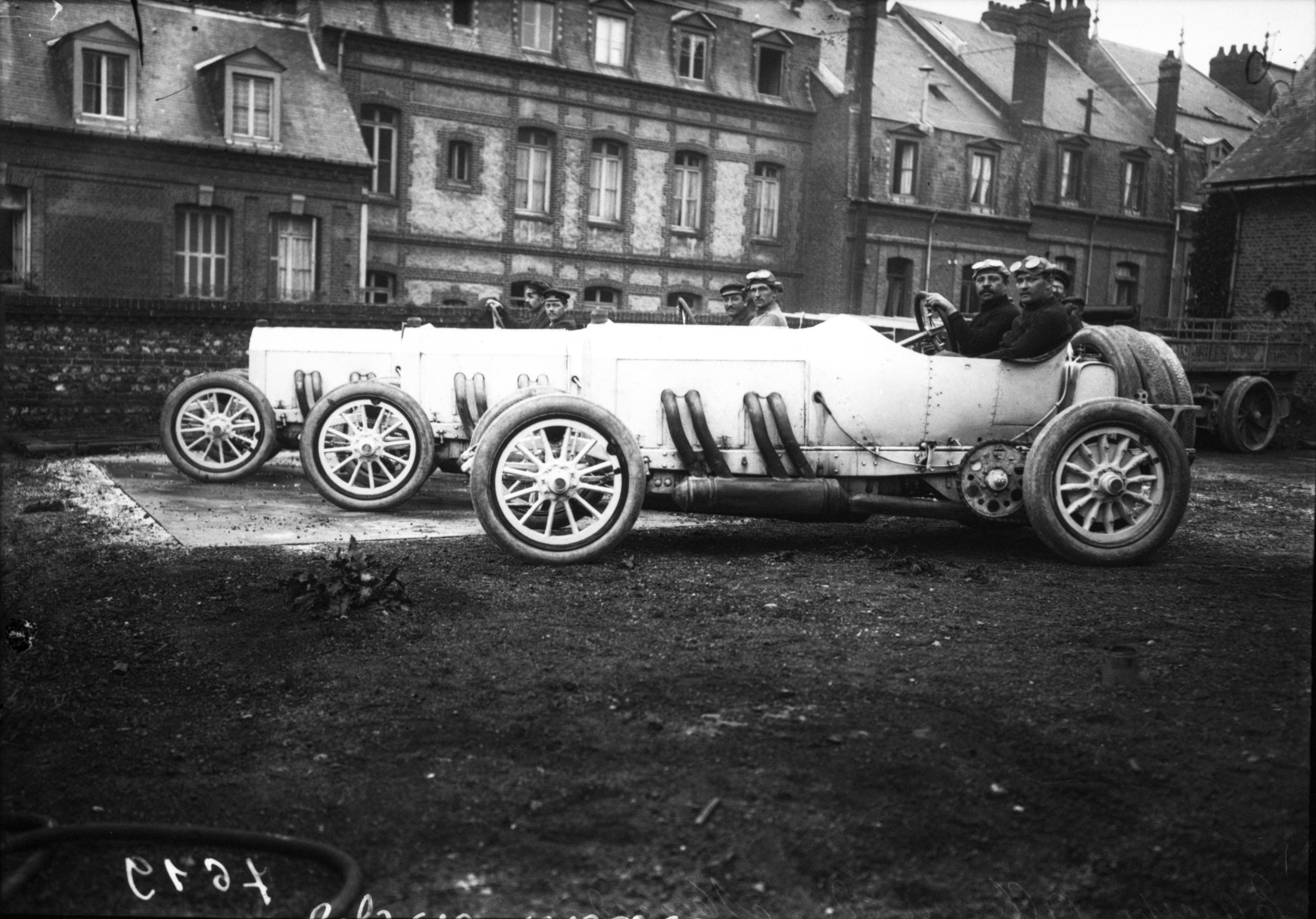
Команда «Мерседес» на Гран-при Франции 1908 года

7 июля 1908 года Вилли Пёге совместно с Кристианом Лаутеншлагером и Отто Зальцером принимал участие в гонках Гран-при Франции, которые в общей сложности представляли собой 769,88 километров пути в десять кругов на дорогах общего пользования, закрытых от общественности на время мероприятия. Команда «Mercedes» выглядела следующим образом: #35 – Кристиан Лаутеншлагер, #19 – Отто Зальцер, #2 – Вилли Пёге. Все управляли гоночным автомобилем Mercedes 140 PS. В борьбе за главный приз сражались 48 участников: 23 из Франции, 9 из Германии, по 6 из Англии и Италии, 3 из Бельгии и один из США. Основными фаворитами гонок являлись несколько французских и итальянских автомобилей и водителей. Ставки также ставились и на автомобили фирмы Benz & Cie., но несмотря на всё команда компании DMG одержала победу. По результатам гонок Вилли занял 5 место, первое место досталось Кристиану. Призовое первое место в быстром круге одержал Отто Зальцер.
С 9 по 17 июня 1908 года Пёге принимал участие в соревновании Prinz-Heinrich-Fahrt (названного в честь Генрих Прусского). В борьбе за первое место участвовало 108 автомобилей. Пёге, по-прежнему управляя автомобилем марки «Mercedes», занял второе призовое место.
Вилли также принял участие в испытательных заездах на скорость в Итцехо и подъём в гору в районе города Бахарах. В обоих случаях он пришёл вторым. Во время второго ралли Prinz Heinrich, проходившего с 10 по 18 июня 1909 года по маршруту Берлин — Бреслау — Татра — Ломница — Вена — Зальцбург — Мюнхен протяжённостью в 1858 км, команду DMG представлял автомобиль Пёге Mercedes 15/20 PS, которым управлял Альфред Вишер. По итогам заезда немецкая команда одержала второе призовое место.
С 16 по 29 июня (по старому стилю) 1910 года Императорским российским автомобильным обществом был организован автопробег Санкт-Петербург – Киев – Москва – Санкт-Петербург на приз Императора Николая II. В соревновании приняли участие более 40 автомобилей. Победителем автопробега стал Вилли Пёге, управлявший автомобилем «Мерседес» (4-цилиндровый двигатель, 4514 см3, 120 л.с., масса 978 кг, макс. скорость 120 км/ч). 

### Смерть и наследие
В 1911 году гонщик заинтересовался полётами на самолётах, однако его увлечение продлилось недолго. Вилли Пёге скончался от сердечного приступа 12 мая 1914 года. Мастерская Гётце и Пёге была продана крупной компании AEG в 1930 году.